# Bouvardia glabra
Bouvardia glabra är en måreväxtart som beskrevs av Polák. Bouvardia glabra ingår i släktet Bouvardia och familjen måreväxter. Inga underarter finns listade i Catalogue of Life.